# Thyridia pallida
Thyridia pallida är en fjärilsart som beskrevs av Frederick DuCane Godman och Osbert Salvin 1898. Thyridia pallida ingår i släktet Thyridia och familjen praktfjärilar. Inga underarter finns listade i Catalogue of Life.